# 빅블러
빅블러(Big Blur)는 여러 측면에서 동시다발적인 힘이 작용하여 생산자와 소비자 및 기업 별 규모, 가상 세계와 현실 세계, 각종 서비스 분야를 중심으로 서로의 경계가 급속하게 허물어지는 현상을 뜻한다. 하나의 시대적 흐름으로 비즈니스영역에서 주요 경계가 사라지고 있으며 이에 따라 사는 자와 파는 자, 작은 것과 큰 것, 만질 수 있는 것과 없는 것 (서비스와 제품, 오프라인과 온라인)의 경계에서 다양한 혁신의 새로운 흐름이 일어나고 있음을 일컫는 말로 특히 최근 유통혁명, 금융혁명과 관련하여 빅블러를 주요한 현상 중 하나로 기업들이 받아들이고 대응하고 있다.
최초로 빅블러 (Big Blur)를 하나의 혁명으로 보고 언급하고 정의한 원전은 '당신이 알던 모든 경계가 사라진다(조용호 저, 2013년 출간, 미래의창)'이다. 이 책에서는 빅블러를 4차산업혁명 시대, 비즈니스모델 대충돌을 일으키는 현상이라는 맥락으로 설명하고 있다. 또한 과거와 빅블러 시대의 차이점을 아래처럼 소비자 역할, 기업 관심사, 서비스 역할, 비즈니스모델, 산업 장벽, 경쟁 범위의 6가지 측면에서 구분하여 분석하고 있다.
| 구분         | 과거                                | 빅블러 시대                             |
| ------------ | ----------------------------------- | --------------------------------------- |
| 소비자 역할  | 상품 구매, 제한적인 기업 활동 보조  | 기업 활동의 주요 영역에 참여            |
| 기업 관심사  | 고객과의 거래                       | 고객과의 지속적 관계                    |
| 서비스 역할  | 고객 서비스 차원                    | 지속 성장 모델                          |
| 비즈니스모델 | 동일 시장, 유사한 가치 및 접근 방식 | 시장 재정의, 차별화된 가치 및 접근 방식 |
| 산업 장벽    | 고유 영역의 업무 존재               | 산업간 경계 초월                        |
| 경쟁 범위    | 단일 기업, 가치사슬간               | 생태계 중심으로 확대                    |

해당 책의 내용은 코스닥저널 (2013년 6월 발간)에 스페셜 컬럼으로 게재되면서 금융권을 중심으로 이슈가 되며 이후 빅블러 (Big Blur)라는 용어 자체가 핀테크 혁명, O2O(온라인 오프라인 융합형) 혁명의 기저 변화로 받아들여지며 널리 사용되고 있다.